# Spoelvoetchampignon
De spoelvoetchampignon (Agaricus bohusii) is een schimmel uit de familie Agaricaceae. Hij is zeldzaam in het gehele verspreidingsgebied en komt voor op kleiige bodems in loofbossen en wegbermen. Karakteristiek is het voorkomen in dichte bundels en de typische taps toelopende steel die deze groeiwijze vergemakkelijkt.

## Kenmerken
Hoed
De hoed heeft een diameter van 6 tot 12 cm. Aanvankelijk bol, glad en bruin, later dicht bezet met donkerbruine, puntige, vaak omhoog krullende schubjes. Er is geen reactie met KOH.
Lamellen
De lamellen zijn lang wit, daarna grijzig roze en uiteindelijk donkerbruin. De lamelsnede is lichter van kleur.
Steel
De steel heeft een lengte van 8–18 cm en een dikte van 1–3 cm. Hij is buikig en puntig aan de voet. Het oppervlak witachtig en vezelig met een dubbele, bruinachtige en gekartelde ring. Aan de basis van de steel zijn vaak twee schederingen te zien. Bij beschadiging wordt het roodbruin.
Vlees
Het vlees van de hoed kleurt witachtig bruin bij beschadiging en in de steel bruinachtig. De zwam ruikt en smaakt naar paddenstoel.
Sporenprint
De sporenprint is donkerbruin.

## Ecologie
De spoelvoetchampignon komt vooral voor op kleiige bodem bij loofbomen, vooral eiken, haagbeuken en iepen. Vruchtlichamen verschijnen in groepen van augustus tot oktober.

## Verspreiding
De spoelvoetchampignon is alleen uit enkele Europese landen bekend. In Nederland en België staat de zwam te boek als zeldzaam maar hij staat niet op de rode lijst en wordt niet beschouwd als bedreigd.